# Azewia
Azewia (Microchirus azevia) – gatunek morskiej ryby z rodziny solowatych (Soleidae). Dorasta do 40 cm długości.

## Występowanie
Wschodni Atlantyk od Portugalii po Senegal oraz Morze Śródziemne od Hiszpanii po Algierię. Występuje na szelfie kontynentalnym, nad piaszczystym lub mulistym dnem na głębokości do 250 m.